# Ernst Blaser

Ernst Blaser

Ernst Blaser (1922 – 1994) was een Zwitsers politicus.
Hij was lid van de Partij van Boeren-, Burgers- en Middenstanders (BGB; vanaf 1971 Zwitserse Volkspartij genoemd). Hij was lid van de Regeringsraad van het kanton Bern.
Blaser was van 1 juni 1974 tot 31 mei 1975 en van 1 juni 1979 tot 31 mei 1980 voorzitter van de Regeringsraad (dat wil zeggen regeringsleider) van het kanton Bern.